# Paragus albipes
Paragus albipes är en tvåvingeart som först beskrevs av Gimmerthal 1842.  Paragus albipes ingår i släktet stäppblomflugor, och familjen blomflugor. Inga underarter finns listade i Catalogue of Life.